# Espen Berntsen
Pour les articles homonymes, voir Berntsen.
Espen Berntsen, né le 12 mai 1967, est un arbitre de football norvégien.

## Carrière d'arbitre
Espen Berntsen commence sa carrière d'arbitre en 1990. Il devient l'un des arbitres officiels du championnat de Norvège de football en 1997. Il est agréé arbitre international en 2002. Il est classé dans la catégorie 2 des arbitres de l'UEFA.
Berntsen arbitre des matchs de qualification de compétitions européennes de jeunes. En 2005 et en 2008, il arbitre deux matchs de qualification pour la Coupe du monde ainsi que pour l'Euro en 2007 (Euro 2008) et en 2010 (Euro 2012). Il arbitre aussi des matchs de qualification de la Ligue Europa ainsi que de la Ligue des champions.